# Jalen Reagor
Jalen Armand Reagor (Waxahachie, 1º gennaio 1999) è un giocatore di football americano statunitense che milita nel ruolo di wide receiver per i New England Patriots della National Football League (NFL).

## Carriera universitaria
Reagor debuttò con gli Horned Frogs nella prima gara della stagione 2017 contro Jackson State ricevendo 2 passaggi nella vittoria per 63-0 victory. Segnò il primo touchdown due settimane dopo su passaggio del quarterback Kenny Hill nella vittoria su SMU. Andò a segno in tutte le ultime quattro gare della stagione inclusa la prima apparizione di sempre di TCU alla finale della Big 12 Conference e nella vittoria dell'Alamo Bowl su Stanford. Per le sue prestazioni fu premiato come debuttante dell'anno della sua conference.
Nel 2018 divenne il primo ricevitore di TCU da Josh Doctson a superare le mille yard su ricezione ed ebbe una striscia di sette gare consecutive in cui andò a segno. A fine anno fu inserito nella seconda formazione ideale della Big 12. Nel 2019 ebbe 43 ricezioni per 611 yard.

## Carriera professionistica

### Philadelphia Eagles
Reagor fu scelto nel corso del primo giro (21º assoluto) del Draft NFL 2020 dai Philadelphia Eagles. Debuttò come professionista nella gara del primo turno contro il Washington Football Team ricevendo un passaggio da 55 yard dal quarterback Carson Wentz. Il primo touchdown lo segnò nella vittoria della settimana 8 contro i Dallas Cowboys. La sua stagione da rookie si chiuse con 31 ricezioni per 396 yard e una marcatura in 11 presenze, tutte come titolare.

### Minnesota Vikings
Il 31 agosto 2022 Reagor fu scambiato con i Minnesota Vikings per una scelta del terzo e del quarto giro.

### New England Patriots
Il 31 agosto 2023 Reagor firmò con la squadra di allenamento dei New England Patriots. Il 26 ottobre fu promosso nel roster attivo. Nella settimana 7 contro i Buffalo Bills, Reagor ritornò il kickoff di apertura di Tyler Bass per 98 yard in touchdown, la prima marcatura su ritorno della sua carriera.
Il 13 marzo 2024 Reagor rifirmò con i Patriots.